# Althaea cannabina
Pour les articles homonymes, voir Guimauve.
Espèce

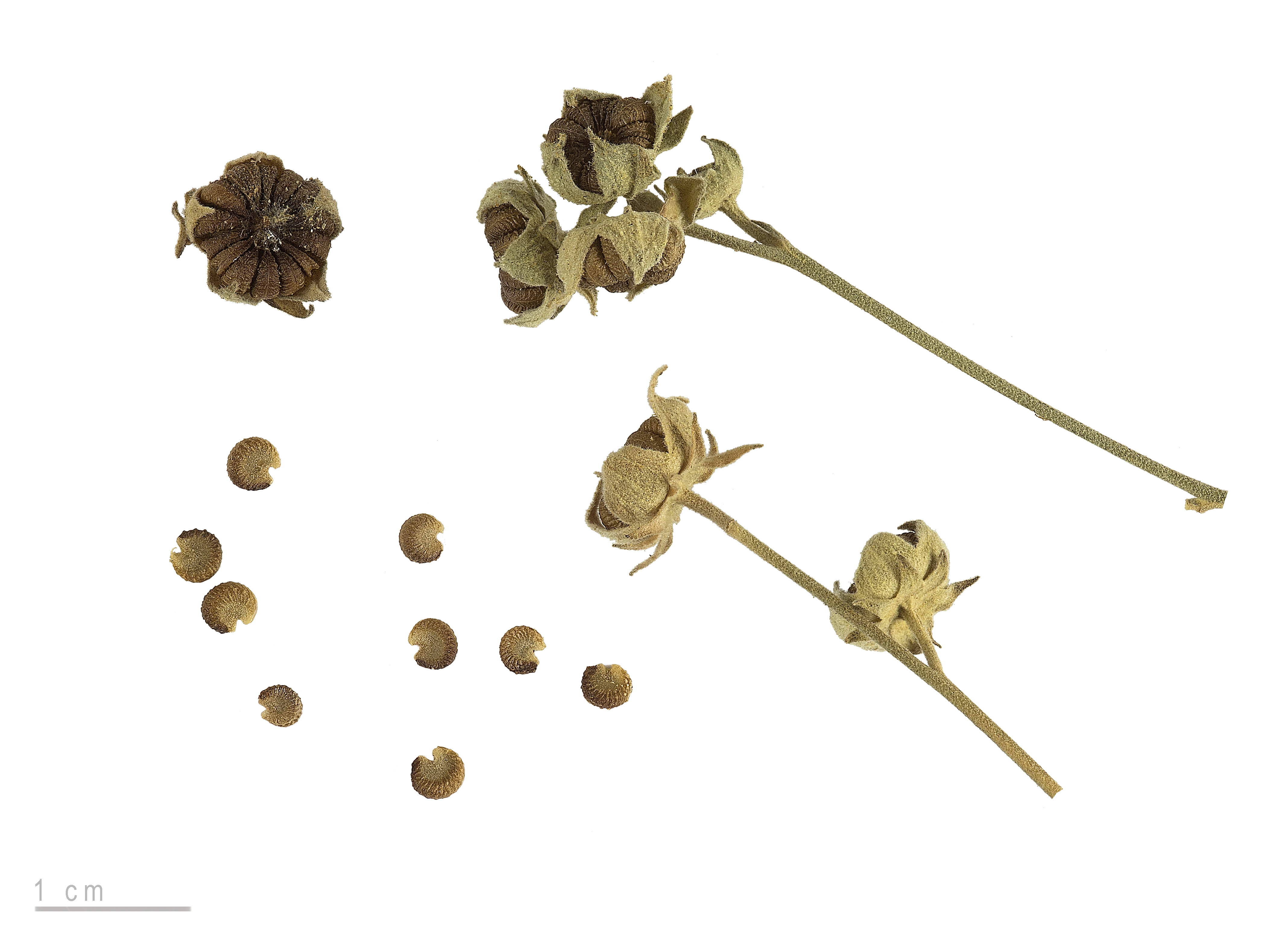
Althaea cannabina - Muséum de Toulouse.

Althaea cannabina, la Guimauve faux-chanvre ou guimauve à feuilles de chanvre, est une espèce de plantes à fleurs de la famille des Malvacées. C'est une plante herbacée vivace originaire d'Europe et d'Asie.

## Synonymes
- Althaea kotschyi Boiss.
- Althaea narbonensis Pourr. ex Cav.

## Description

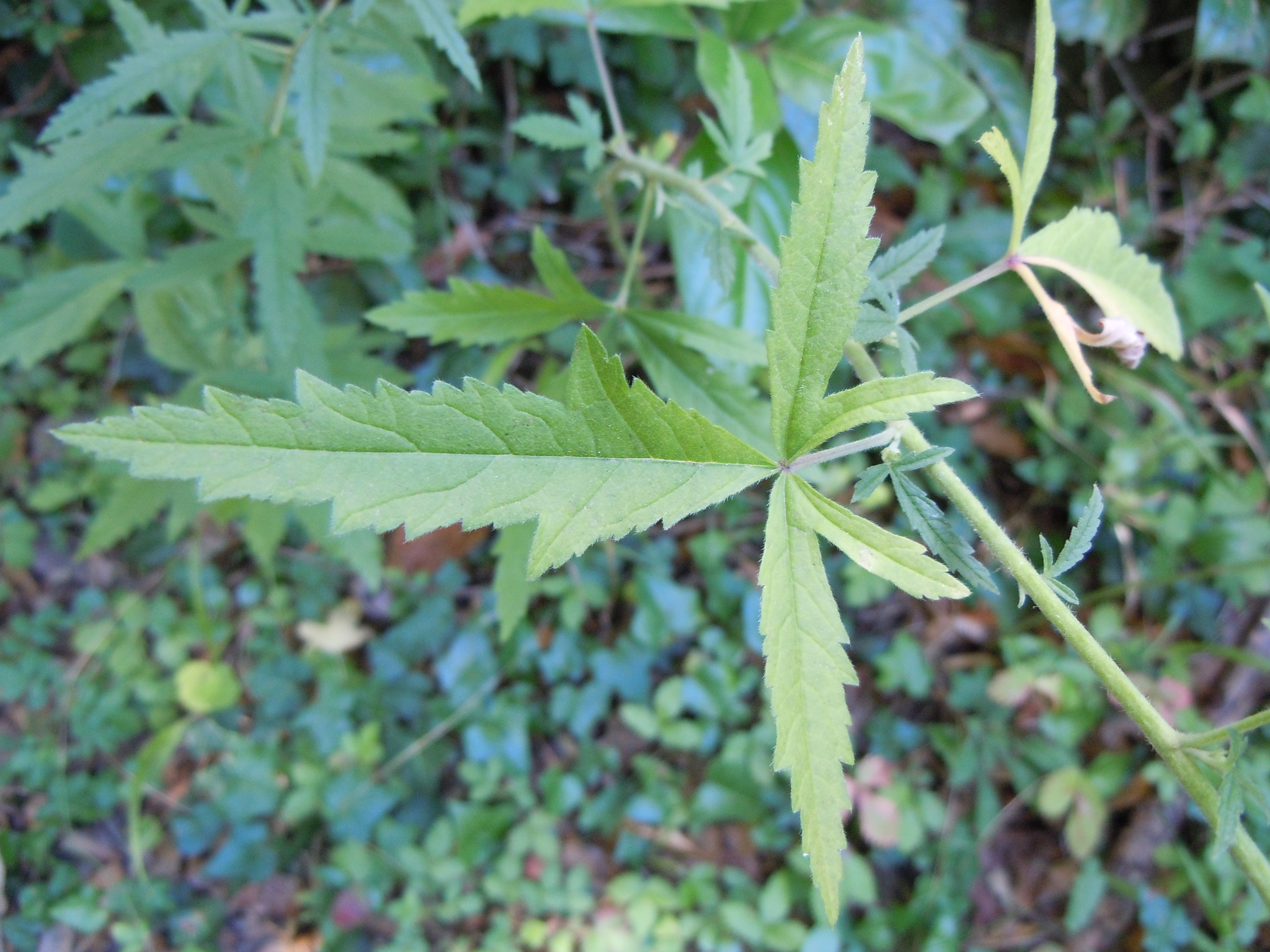
Feuille de Guimauve faux-chanvre.

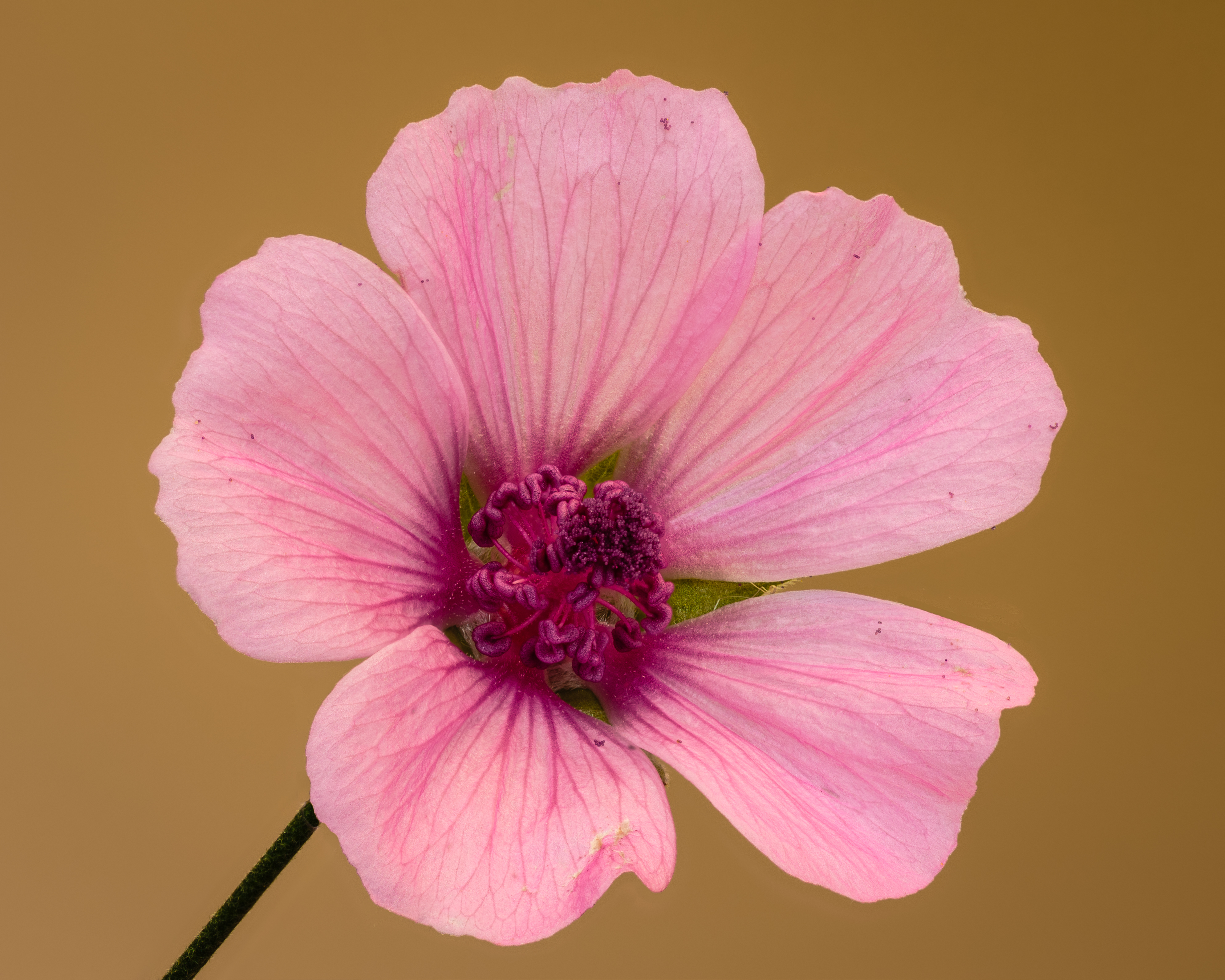
Fleur dAlthaea cannabina, en août 2022.

- Plante herbacée, plus ou moins ramifiée, atteignant 1 à 2 mètres de haut.
- Floraison de juin à août.
- Fleurs roses de 3 centimètres de diamètre.
- Feuilles caractéristiques en forme de feuilles de chanvre.

## Répartition
Originaire d'Europe méditerranéenne, depuis le Portugal, jusqu'au Caucase et en Iran. Elle est présente dans la moitié sud de la France.